# Ebersberg (Ebersburg)
Ebersberg ist ein Ortsteil der Gemeinde Ebersburg im osthessischen Landkreis Fulda innerhalb des Biosphärenreservats Rhön.

## Geographie
Ebersberg liegt am Nordhang des Lüttertales. Auf der Südseite begrenzt den Ort ein Höhenzug, der dominiert wird vom Heidküppel und dem Ebersberg, welcher mit 689 m Höhe auch die höchste Erhebung der Gesamtgemeinde Ebersburg ist.
Der Ort ist eine Streusiedlung mit den Weilern Altenmühle, Hauental, Oberlütter, Oberrod, Röderhaid und Rödersbach. Dazu kommen noch einige Einzelhöfe.
Im Norden und Westen grenzt Ebersberg an Weyhers, im Südwesten an die Gemarkung von Schmalnau, im Südosten an Hettenhausen und im Osten an Gackenhof.
Siedlungsplätze innerhalb der Gemarkung:
- Altenmühle (Siedlung)[3]
- Böhmenhof (Hof)[4]
- Burg Ebersburg (Burg)[5]
- Feuersteinmühle (Mühle)[6]
- Graben (Gehöftgruppe)[7]
- Hauenthal (Gehöftgruppe)[8]
- Haukeller (Gehöftgruppe)[9]
- Hausberg (Gehöftgruppe)[10]
- Im Loch (Gehöftgruppe)[11]
- Johannesmühle (Gehöftgruppe)[12]
- Oberlütter (Gehöftgruppe)[13]
- Oberrod (Gehöftgruppe)[14]
- Obertannenhof (Hof)[15]
- Oberwehl (Hof)[16]
- Richtershof (Hof)[17]
- Röderhaid (Hof)[18]
- Rödersbach (Gehöftgruppe)[19]
- Schafhof (Hof)[20]
- Schwaßhof (Hof)[21]
- Steinrücke (Hof)[22]
- Tannenhof (Hof)[23]
- Unterbienhof (Hof)[24]
- Unterschafhof (Hof)[25]
- Untertannenhof (Hof)[26]
- Unterwehl (Hof)[27]
- Wehlgraben (Gehöftgruppe)[28]

## Geschichte

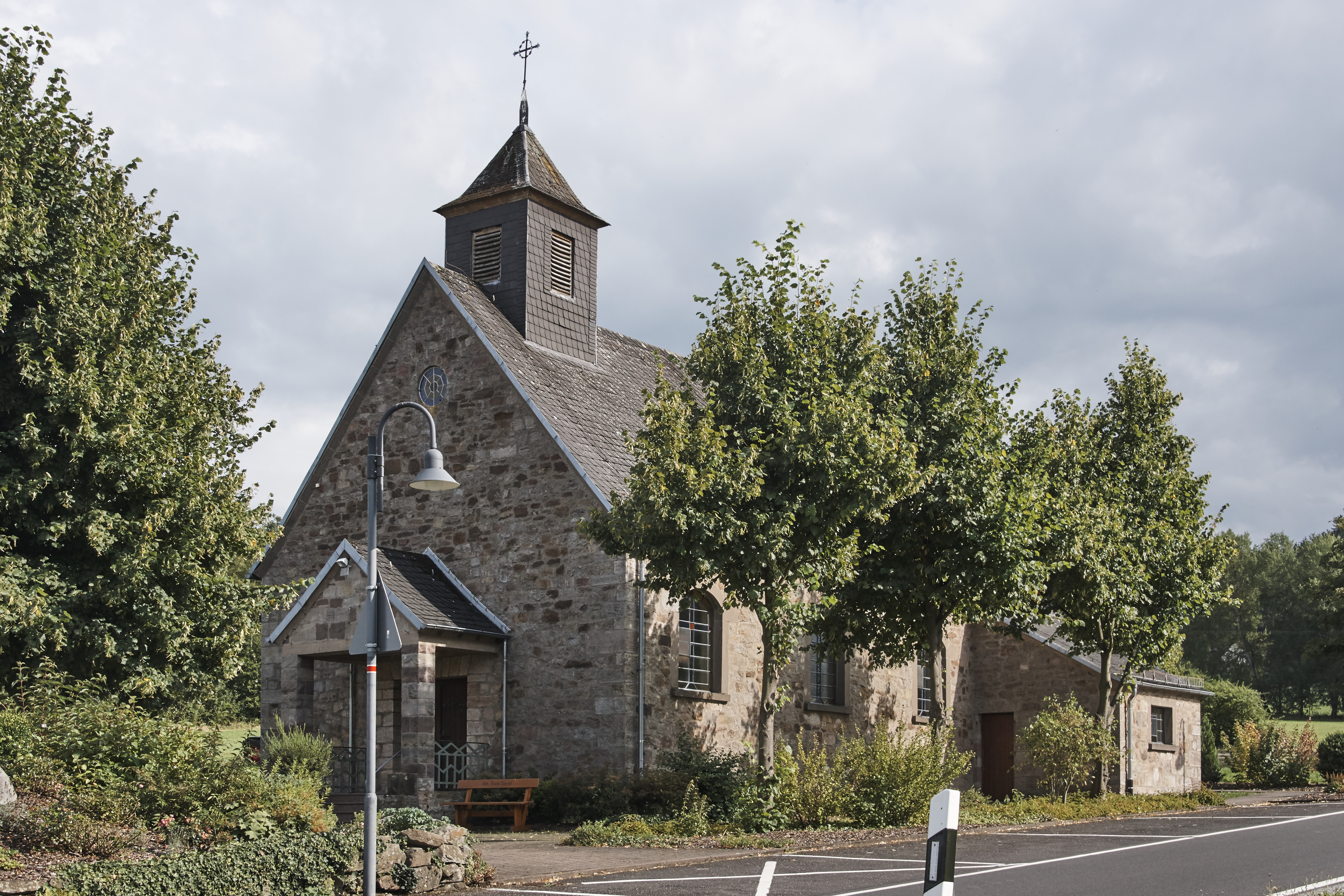
Kapelle Maria Heimsuchung

Historisch werden eher die einzelnen Weiler und auch die vermutlich um 1100 erbaute Burg Ebersburg erwähnt. Die Herren von Ebersberg, genannt von Weyhers, werden 1250 erstmals urkundlich erwähnt. Der Einzelhof Steinrücken ist benannt nach dem Adelsgeschlecht der von Steinau genannt Steinrück. Der Weiler Oberlütter wurde in einer Urkunde des Fuldaer Abtes Hadamar (927–956) erstmals als Superior Lutture benannt. Spätere Namen waren Obirn Litter und Oberluter. Rödersbach wurde nachweislich 1441 erstmals erwähnt als fuldisches Lehen derer von Ebersberg. Die Geschichte der Besiedlung ist eng verbunden mit der Geschichte des Klosters und Hochstifts Fulda. Über Jahrhunderte wurden Höfe und Grundstücke zwischen den Fürstäbten und den Adeligen getauscht und gehandelt.
Nach Auflösung des Hochstifts 1802 gehörten die Ebersberger zum Fürstentum Nassau-Oranien-Fulda, wurden dann aber 1819 innerhalb des Landgerichts Weyhers dem Königreich Bayern zugeschlagen. Im Rahmen der Verwaltungsreform von 1862 wurde im Königreich Bayern aus den Landgerichtsbezirken Hilders und Weyhers das Bezirksamt Gersfeld gebildet. Nach der Übernahme durch Preußen in 1866 wurde Ebersberg eine eigenständige Landgemeinde im Kreis Gersfeld in der Provinz Hessen-Nassau.
1811 werden 75 Feuerstellen mit 608 Seelen als dem Ort zugehörig genannt.
Bei der Preußischen Volkszählung 1871 hatte Ebersberg dann 671 Einwohner in 106 Wohngebäuden. Mit 38 Wohnplätzen war es die Landgemeinde mit den meisten Einzelhöfen, ein typisches Siedlungsbild in diesem Teil der Rhön (zum Vergleich: die Nachbargemeinde Steinwand hatte zu dieser Zeit 36 Wohnplätze.) Dazu gehörten:
Unterebersberg (3 Wohnhäuser - 19 Einwohner), Leimbachshof (1 – 10), Leimbachsmühle (1 – 12), Huhnrain (2 – 12), Hettenpaulshof (1 – 5), Ober- (1 – 16), Unter- (1 – 12) und Mitteldanielshof (2 – 8), Unterbienhof (3- 18), Wiegerich (1 -7), Hauenthal (3 – 21), Ober- (1 – 8), Unter- (1 – 8) und Mitteltannenhof (2 – 8), Schafhof (2 – 10) und Unterschafhof (1 - 3), Hausberg (1 – 8), Neuwart (2 -7), Oberrod (17 – 91), Böhmenhof (1 – 7), Haukeller (6 – 33), auf der Haid (2 – 5), Schwashof (1 – 3) und Kleinschwashof (1 – 7), Steinrücken (1 – 9), Wehlgraben (1 – 6), Ober- (1 – 6) und Unterwehl (2 – 10), im Graben (1 – 6), Rödersbach (6 -45), Oberlütter (20 – 128), Feuersteinsmühle (2 – 22), Schwenzershaus (1 - 7), Johannesmühle (2 – 9), Altenmühlhof (2 – 12), Altenmühle (1 – 10), Richtershof (2 – 12) und Röderhaid (6 – 33).
Während der ersten Flurbereinigung in den Jahren 1957 bis 1964 wurde der Hof Schwenzerhaus an Weyhers abgegeben.
Hessische Gebietsreform (1970–1977)
Im Zuge der Gebietsreform hörte Ebersberg am 31. Dezember 1971 auf, als selbständige Gemeinde zu existieren und wurde auf freiwilliger Basis zum Ortsteil von Ebersburg. Diese Gemeinde trat die Alt-Ebersberger Weiler und Höfe Leimbachshof, Leimbachsmühle, Huhnrain, Hettenpaulshof, Unterdanielshof, Oberdanielshof, Wiegerich und Bienhof am 1. August 1972 an die Gemeinde Poppenhausen ab. Damit verlor Ebersberg mit rund 240 Hektar fast ein Viertel seiner Fläche und auch 50 Einwohner. Für Ebersberg wurde wie für die übrigen eingegliederten Gemeinden ein Ortsbezirk gebildet.
Die folgende Liste zeigt die Staaten und Verwaltungseinheiten, denen Ebersberg angehört(e):
- vor 1803: Heiliges Römisches Reich, Fürstabtei Fulda, Amt Weyhers
- 1803–1806: Heiliges Römisches Reich, Fürstentum Nassau-Oranien-Fulda, Fürstentum Fulda,[Anm. 2] Amt Weyhers
- 1806–1810: Kaiserreich Frankreich,[Anm. 3] Fürstentum Fulda (Militärverwaltung)
- 1810–1813: Großherzogtum Frankfurt, Departement Fulda, Distrikt Weyhers
- ab 1814: Königreich Bayern, Landgerichtsbezirk Weyhers
- ab 1816: Königreich Bayern,[Anm. 4] Untermainkreis, Landgerichtsbezirk Weyhers
- ab 1838: Königreich Bayern, Kreis Unterfranken und Aschaffenburg, Landgerichtsbezirk Weyhers
- ab 1843: Königreich Bayern, Regierungsbezirk Unterfranken und Aschaffenburg
- ab 1862: Königreich Bayern, Regierungsbezirk Unterfranken, Bezirksamt Gersfeld[Anm. 5]
- ab 1866: Norddeutscher Bund, Königreich Preußen,[Anm. 6] Provinz Hessen-Nassau, Regierungsbezirk Kassel, Kreis Gersfeld
- ab 1871: Deutsches Reich,  Königreich Preußen, Provinz Hessen-Nassau, Regierungsbezirk Kassel, Kreis Gersfeld
- ab 1918: Deutsches Reich, Freistaat Preußen, Provinz Hessen-Nassau, Regierungsbezirk Kassel, Kreis Gersfeld
- ab 1932: Deutsches Reich, Freistaat Preußen, Provinz Hessen-Nassau, Regierungsbezirk Kassel, Landkreis Fulda
- ab 1944: Deutsches Reich, Freistaat Preußen, Provinz Kurhessen, Landkreis Fulda
- ab 1945: Amerikanische Besatzungszone,[Anm. 7] Groß-Hessen, Regierungsbezirk Kassel, Landkreis Fulda
- ab 1946: Amerikanische Besatzungszone, Hessen, Regierungsbezirk Kassel, Landkreis Fulda
- ab 1949: Bundesrepublik Deutschland, Hessen, Regierungsbezirk Kassel, Landkreis Fulda
- ab 1972: Bundesrepublik Deutschland, Hessen, Regierungsbezirk Kassel, Landkreis Fulda, Gemeinde Ebersburg

## Bevölkerung

### Einwohnerstruktur 2011
Nach den Erhebungen des Zensus 2011 lebten am Stichtag dem 9. Mai 2011 in Ebersberg 444 Einwohner. Darunter waren 6 (1,4 %) Ausländer. Nach dem Lebensalter waren 87 Einwohner unter 18 Jahren, 183 zwischen 18 und 49, 93 zwischen 50 und 64 und 81 Einwohner waren älter. Die Einwohner lebten in 174 Haushalten. Davon waren 45 Singlehaushalte, 45 Paare ohne Kinder und 69 Paare mit Kindern, sowie 12 Alleinerziehende und 3 Wohngemeinschaften. In 36 Haushalten lebten ausschließlich Senioren und in 114 Haushaltungen lebten keine Senioren.

### Einwohnerentwicklung
- 1812: 75 Feuerstellen, 608 Seelen[2]

| Ebersberg: Einwohnerzahlen von 1812 bis 2019 | Ebersberg: Einwohnerzahlen von 1812 bis 2019 | Ebersberg: Einwohnerzahlen von 1812 bis 2019 | Ebersberg: Einwohnerzahlen von 1812 bis 2019 | Ebersberg: Einwohnerzahlen von 1812 bis 2019 |
| --- | -------------------------------------------- | -------------------------------------------- | -------------------------------------------- | -------------------------------------------- |
| Jahr |                                              |                                              |                                              | Einwohner                                    |
| 1812 | 1812                                         |                                              | 608                                          | 608                                          |
| 1834 | 1834                                         |                                              | 663                                          | 663                                          |
| 1840 | 1840                                         |                                              | 706                                          | 706                                          |
| 1846 | 1846                                         |                                              | 680                                          | 680                                          |
| 1852 | 1852                                         |                                              | 647                                          | 647                                          |
| 1858 | 1858                                         |                                              | 664                                          | 664                                          |
| 1864 | 1864                                         |                                              | 673                                          | 673                                          |
| 1871 | 1871                                         |                                              | 651                                          | 651                                          |
| 1875 | 1875                                         |                                              | 616                                          | 616                                          |
| 1885 | 1885                                         |                                              | 613                                          | 613                                          |
| 1895 | 1895                                         |                                              | 551                                          | 551                                          |
| 1905 | 1905                                         |                                              | 525                                          | 525                                          |
| 1910 | 1910                                         |                                              | 548                                          | 548                                          |
| 1925 | 1925                                         |                                              | 580                                          | 580                                          |
| 1939 | 1939                                         |                                              | 548                                          | 548                                          |
| 1946 | 1946                                         |                                              | 732                                          | 732                                          |
| 1950 | 1950                                         |                                              | 727                                          | 727                                          |
| 1956 | 1956                                         |                                              | 621                                          | 621                                          |
| 1961 | 1961                                         |                                              | 595                                          | 595                                          |
| 1967 | 1967                                         |                                              | 576                                          | 576                                          |
| 1970 | 1970                                         |                                              | 504                                          | 504                                          |
| 1980 | 1980                                         |                                              | ?                                            | ?                                            |
| 1990 | 1990                                         |                                              | ?                                            | ?                                            |
| 2002 | 2002                                         |                                              | 469                                          | 469                                          |
| 2007 | 2007                                         |                                              | 443                                          | 443                                          |
| 2011 | 2011                                         |                                              | 444                                          | 444                                          |
| 2013 | 2013                                         |                                              | 453                                          | 453                                          |
| 2019 | 2019                                         |                                              | 465                                          | 465                                          |
| Datenquelle: Historisches Gemeindeverzeichnis für Hessen: Die Bevölkerung der Gemeinden 1834 bis 1967. Wiesbaden: Hessisches Statistisches Landesamt, 1968. Weitere Quellen: bis 1970:; Nach 1970 Gemeinde Eberburg:; Zensus 2011 |                                              |                                              |                                              |                                              |

### Historische Religionszugehörigkeit
- 1885: 5 evangelische (= 0,82 %), 608 katholische (= 99,18 %) Einwohner[2]
- 1961: 23 evangelische (= 3,87 %), 570 katholische (= 95,8 %) Einwohner[2]

## Infrastruktur
1968 wurde im Ortsteil Oberrod eine zentrale Wasserversorgungsanlage in Betrieb genommen. Nach einer Bohrung mit einer Tiefe von 60 Metern konnte ein Hochbehälter mit 250 Kubikmeter Wasser errichtet werden, der über ein Leitungsnetz von 21 Kilometer Länge die verstreut liegenden Höfe mit hygienisch einwandfreiem Trink-, Brauch- und Löschwasser versorgen konnte. In trockenen Jahren war die ausreichende Versorgung der Bewohner und des Viehs über Hofpumpen nicht immer gewährleistet und teilweise musste Wasser in Fässern angeliefert werden.
Die an der Lütter gelegenen Mühlen waren nicht nur als Getreide-, Öl- und Sägemühle in Betrieb, sondern einige auch zur Stromversorgung von Teilen der Gemeinde. Die Leimbachsmühle erzeugte seit 1921 Strom aus Wasserkraft, die Feuersteinsmühle sogar schon 1919. Ab 1940 wurde der Strom dann vom Überlandwerk Fulda geliefert.
Im Zuge der Flurbereinigung ab 1957 wurde das Straßennetz deutlich verbessert. Einige der abgelegenen Höfe waren bis dahin kaum mit dem Auto erreichbar. Es wurden neue Brücken gebaut, beispielsweise bei der Johannesmühle, wo schwere Fuhrwerke vorher durch die Lütter fahren mussten.

## Politik
Ortsbeirat
Für Ebersberg besteht ein Ortsbezirk (Gebiete des Ortsteils Ebersberg) mit Ortsbeirat und Ortsvorsteher nach der Hessischen Gemeindeordnung. Der Ortsbeirat besteht aus fünf Mitgliedern. Bei den Kommunalwahlen in Hessen 2021 betrug die Wahlbeteiligung zum Ortsbeirat 74,45 %. Alle Kandidaten gehörten der „Bürgerliste Ebersberg“ an. Der Ortsbeirat wählte Thomas Leitschuh zum Ortsvorsteher.
Ortsvorsteher
- 1972–1991 Heinrich Schäfer
- 1991–2001 Otto Müller
- 2001–2016 Siegbert Ballweg
- seit 2016 Thomas Leitschuh